# Platandria mormonica
Platandria mormonica är en skalbaggsart som beskrevs av Thomas Casey 1893. Platandria mormonica ingår i släktet Platandria och familjen kortvingar. Inga underarter finns listade i Catalogue of Life.